# Обертень
Обертень (укр. Обертень) — село, 
Малопавловский сельский совет,
Ахтырский район,
Сумская область,
Украина.
Село ликвидировано в 1988 году
.

## Географическое положение
Село Обертень находится на расстоянии в 1 км от села Малая Павловка.
На расстоянии в 1 км расположен Качановский газоперерабатывающий завод.

## История
- 1988 году — село ликвидировано [1].